# Gravataí
Gravataí là một đô thị thuộc bang Rio Grande do Sul, Brasil. Đô thị này có diện tích 497,82 km², dân số năm 2007 là 261150 người, mật độ 524,59 người/km².